# The Royal Treatment
The Royal Treatment ist ein US-amerikanischer Liebesfilm aus dem Jahr 2022 von Rick Jacobson. Die Hauptrollen haben Laura Marano und Mena Massoud inne. Der Film erzählt die Geschichte einer Friseurin, die sich in einen Prinz verliebt, der jedoch kurz vor der Hochzeit steht.
The Royal Treatment wurde am 20. Januar 2022 weltweit auf dem Video-on-Demand-Portal Netflix veröffentlicht.

## Handlung
Die selbstbewusste Isabella "Izzy" arbeitet als Friseurin im Salon ihrer Mutter Valentina in New York City, obwohl sie eigentlich andere Vorstellungen von ihrem Leben hat. Durch ein Feuer im Salon gerät Izzy in finanzielle Not. Als Prinz Thomas die Stadt besucht, bittet er seinen Diener Walter, ihm einen Friseur zu besorgen. Versehentlich ruft Walter bei Izzy an, die das Angebot von 500 Dollar nicht ablehnen kann. Als Izzy Thomas die Haare schneiden will, kommt es mit einer Hotelangestellten zu einem Zwischenfall, bei dem der Prinz nicht Stellung bezog. Dies macht Izzy wütend und sie verlässt das Hotelzimmer. Am Abend taucht Thomas bei Izzy im Friseur-Salon auf und entschuldigt sich für sein Fehlverhalten. Izzy gibt ihm eine zweite Chance und begleitet ihn zurück zur U-Bahn. Dadurch freunden sich die beiden langsam an und sie erfährt, dass Thomas kurz vor der Hochzeit mit Lauren LaMott steht.
Als der Friseur für die königliche Hochzeit kurzfristig ausfällt, schlägt Walter Izzy für den Job vor. Izzy und ihre Freundinnen sowie Kolleginnen Lola und Destiny reist daraufhin nach Lavania. Thomas und Izzy verbringen mehr Zeit miteinander und verlieben sich ineinander. Selbst Thomas‘ Verlobte Lauren hat Zweifel an der Hochzeit, da diese nur arrangiert ist, da Laurens Vater viel Geld in das Land investiert, auf welches Thomas Eltern nicht verzichten können, da diese sonst bankrott wären.
Izzy verbringt viel Zeit in der Stadt von Lavania um ehrenamtliche Dienste zu erbringen. Dadurch wird Thomas klar, dass er mehr für sein Volk tun möchte. Dies bringt seine Eltern in Schwierigkeiten, da dies mit den Plänen der LaMott's in Konflikt stehen. Auch Laurens Mutter Ruth ahnt, dass Thomas sich in Izzy verliebt hat. Durch eine Intrige von Ruth muss Izzy das Land verlassen und Thomas muss sich zwischen der Monarchie und seiner Liebe zu Izzy entscheiden. Durch die Hilfe von Walter erkennt Thomas, was das richtige ist. Er sagt die Hochzeit ab und reist Izzy nach New York nach. Izzy hat mittlerweile ihrer Mutter gestanden, dass sie nicht weiter im Friseur-Salon arbeiten wird, sondern im örtlichen Gemeindezentrum. Thomas taucht bei ihr auf und gesteht ihr seine Liebe.

## Hintergrund
Ende Januar 2021 wurde die Produktion des Filmes mit Laura Marano und Mena Massoud in den zentralen Hauptrolle angekündigt. Die Dreharbeiten fanden zwischen Februar und Mai 2021 in Dunedin und Oamaru, Neuseeland, statt. Gedreht wurde unter anderem am Larnach Castle und Olveston Historic Home, auf der Otago Peninsula, an der University of Otago Registry Building sowie auf der Vogel Street, die als Kulisse von New York City diente.
Hauptdarstellerin Laura Marano nahm für den Film zwei Songs auf: Dance With You (zusammen mit Grey) und Worst Kind of Hurt (zusammen mit Wrabel).